# Le Mesnil-Hardray
Le Mesnil-Hardray is een plaats en voormalige gemeente in het Franse departement Eure in de regio Normandië en telt 49 inwoners (2009). De plaats maakt deel uit van het arrondissement Évreux.

## Geschiedenis
Le Mesnil-Hardray fuseerde op 1 januari 2018 met de gemeenten Le Fresne en Orvaux tot de commune nouvelle Le Val-Doré.

## Geografie
De oppervlakte van Le Mesnil-Hardray bedraagt 4,7 km², de bevolkingsdichtheid is dus 10,4 inwoners per km².
De onderstaande kaart toont de ligging van Le Mesnil-Hardray met de belangrijkste infrastructuur en aangrenzende gemeenten.

## Demografie
Onderstaande figuur toont het verloop van het inwonertal (bron: INSEE-tellingen).